# Kőszén
A kőszén szerves eredetű, éghető üledékes kőzet.

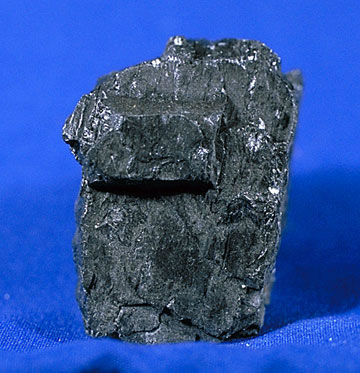
Feketekőszén

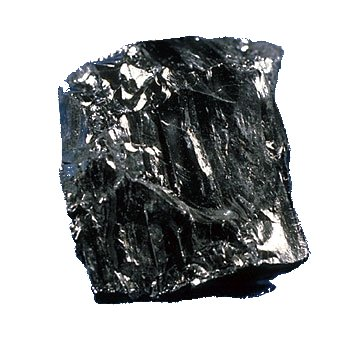
Antracit

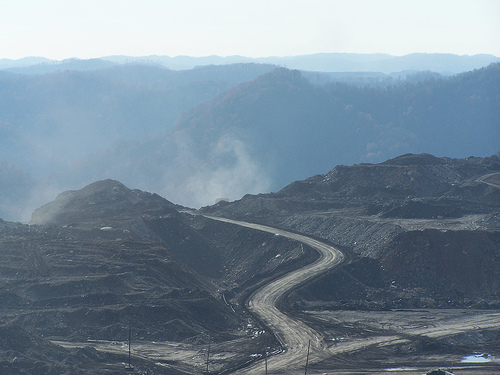
Kőszén külszíni fejtése

## Képződése
A tengerparti és szárazföldi, dús vegetációjú lápokban felhalmozott, a nagy szervesanyag-tartalom miatt reduktív környezetben eltemetett növényi maradványokból keletkezik: képződésének folyamata a szénülés. Ennek termékei a folyamat előrehaladtával:
- tőzeg,
- lignit,
- barnakőszén,
- feketekőszén,
- antracit.

Az első fázisban (az eltemetett szerves anyag tőzeggé alakulásában) a fő szerepet az anaerob mikroszervezetek (gombák, baktériumok) játsszák; a további fázisok alapvetően kémiai jellegűek (a hő és a nyomás hatására). Nagy melegben és nyomáson az antracit grafittá alakul, ez azonban már nem a szénülés újabb fázisa, hanem metamorf reakció.
A földtörténetben a kőszénképződés legismertebb és legjelentősebb időszaka az éppen ezért karbonnak, azaz kőszénkornak nevezett kor volt. A magyarországi kőszenek közül a Mecsek feketeszene jura korú, a Magyar-középhegységben (és annak hegyközi részmedencéiben) egykor fejtett barnaszenek pedig az eocén, illetve a miocén időszakban keletkeztek.

## Alkotórészei
A kőszén növényi szerves anyagok fő alkotóinak számító:
- szén,
- oxigén,
- hidrogén

mellett jelentős mennyiségű, ugyancsak növényi eredetű:
- nitrogént,
- ként,
- foszfort is tartalmaz;

emellett mindig van benne valamennyi, a növényi részekkel egyidőben leülepedő, ahhoz hozzákeveredő, szervetlen ásványi anyag (agyag, iszap, majd ezek átalakulásának termékei.
A szénülés egyes fázisaiban az elemi szén mennyisége fokozatosan nő; az egyéb alkotók részaránya ennek megfelelően csökken. Az antracit már csaknem tiszta szén.
A kőszénhamuban legtöbbször, gyakran iparilag is hasznosítható mennyiségben dúsuló nyomelemek:
- gallium,
- germánium,
- vanádium.

A szerves anyag fő csoportjai:
- bituminitek (szerves oldószerekben oldódó anyagok),
- huminitek,
- oxinitek.

A bitumenes elegyrészek elsősorban a növényi viaszokból és gyantákból keletkeznek, a huminitek pedig a ligninből és a cellulózból.
A kőszenek szövete jellemzően finomsávos; benne négy, eltérő optikai tulajdonságú elegyrész:
- vitrén,
- füzén,
- durén,
- klarén

váltakozik.

## Alapanyagai

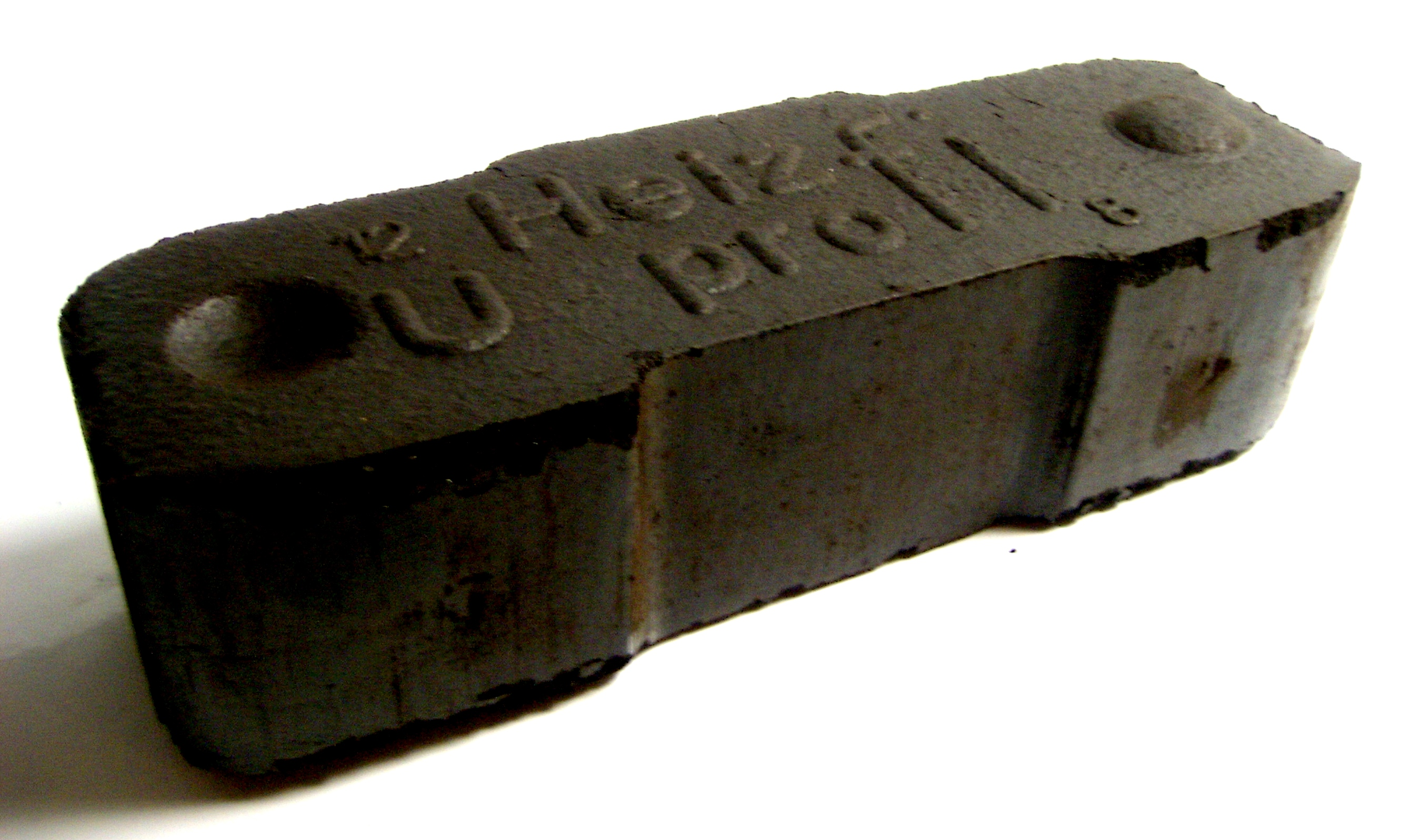
Barnaszénből sajtolt brikett

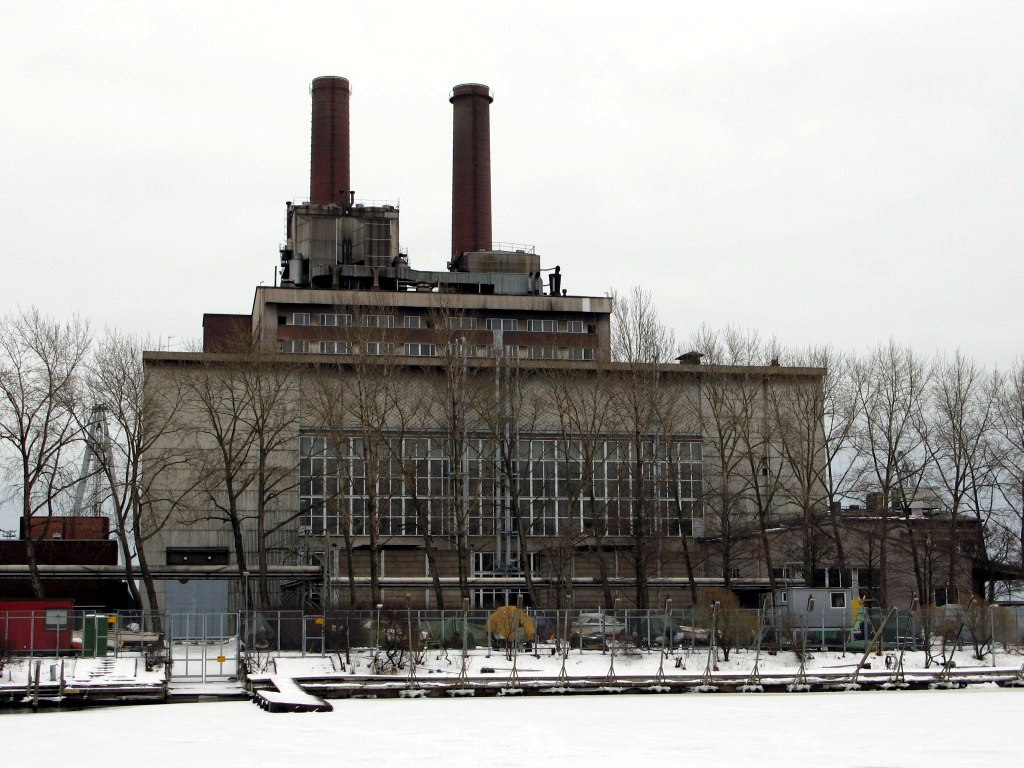
A Hanasaari hőerőmű (Finnország, Helsinki)

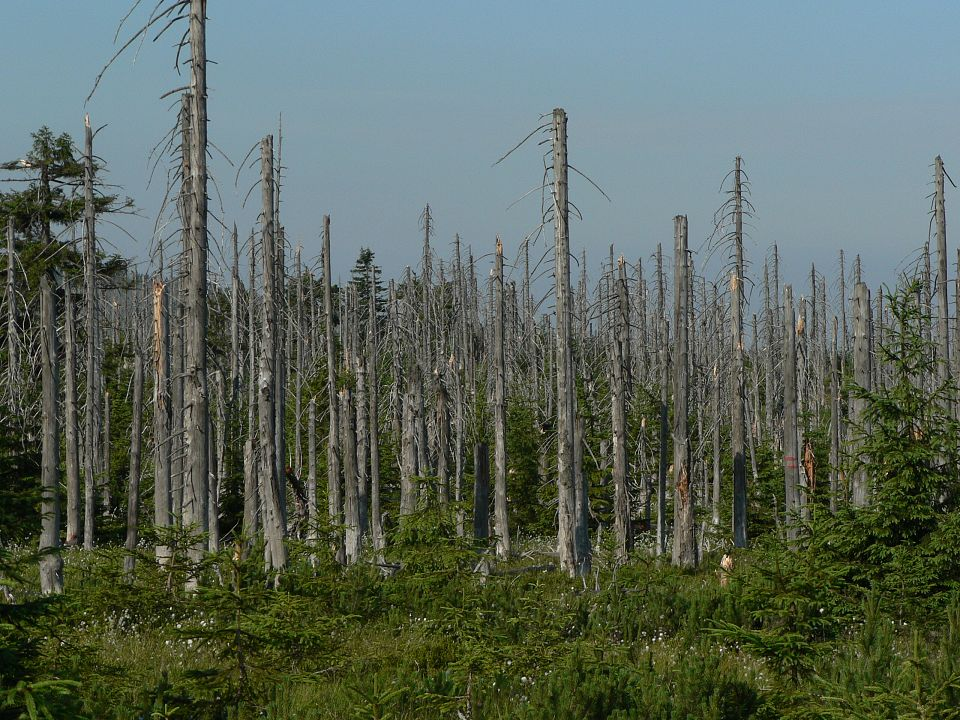
Gyaníthatóan savas esők hatására kipusztult fenyőerdő (Csehország, Jizera-hegység)

Alapanyagai a földtörténetben többször is jelentősen változtak aszerint, hogy a lápokban éppen milyen növények domináltak. A jelenleg képződő tőzegek fő összetevői:
- a mérsékelt égövi lápokban:
  - tőzegmoha,
  - nád,
  - sás,
  - különféle fás szárú növények;
- a trópusokon a mangroveerdők növényei.

## Felhasználása
A kőszeneket már a korai ókor óta használják tüzelőanyagnak, de igazán jelentőssé az ipari forradalommal (a gőzgép feltalálásával) váltak. A kőszén porából brikettet sajtolnak, ami ugyancsak tüzelőanyag.
A kőszén vegyipari felhasználása a 20. századtól jellemző. A kőszenet 1200–1300 °C-on, anaerob körülmények között lepárolva:
- kokszot,
- (éghető) kamragázt és
- kátrányt kapunk.

A koksz jelentősége a vaskohászatban alapvető; a kátrány a kőszénvegyészet alapanyaga.
A kőszenekből katalitikus hidrogénezéssel vagy Fischer-Tropsch szintézissel cseppfolyós szénhidrogén is előállítható. Ez az úgynevezett „műbenzin” meglehetősen drága, ezért csak benzinhiányos helyzetekben vált jelentőssé (mint például Németországban a II. világháborúban).

## Környezeti hatásai
A kőszén elégetésével éghető alkotóelemeinek oxidjai a levegőbe jutnak. A füstgáz legnagyobb része széndioxid, ami az üvegházgázok egyike; alapvetően ezt okolják a 18. század második fele óta tartó globális felmelegedésért. A nitrogén és kiváltképpen a kén oxidjai a légkörben gyorsan hidrolizálva erős ásványi savakat hoznak létre; ez a savas esők kialakulásának legfőbb oka.